# Edmé Codjo
Edmé Codjo était un entraîneur béninois de l'équipe nationale de football du Bénin d'août 2011 à janvier 2012.

## Carrière
Il avait précédemment été responsable de l'équipe nationale lors de la campagne de qualification pour la Coupe d'Afrique des Nations 2008.